# ماود (کشتی)

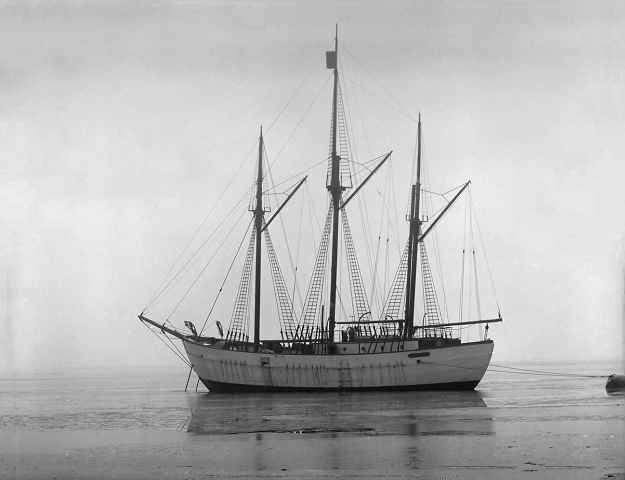
کشتی ماود در سال ۱۹۱۸

ماود (انگلیسی: Maud) کشتی ویژهٔ مسافرت به شمالگان بود که برای روئال آمونسن و در راستای دومین سفر اکتشافی وی به آن نواحی ساخته شد. نام این کشتی، منتسب به ماود ولز بود. کشتی ماود به منظور سفر از طریق راه دریایی شمال در آسکر، حومه پایتخت، اسلو طراحی و ساخته شده بود.